# Soo Yeon Lee

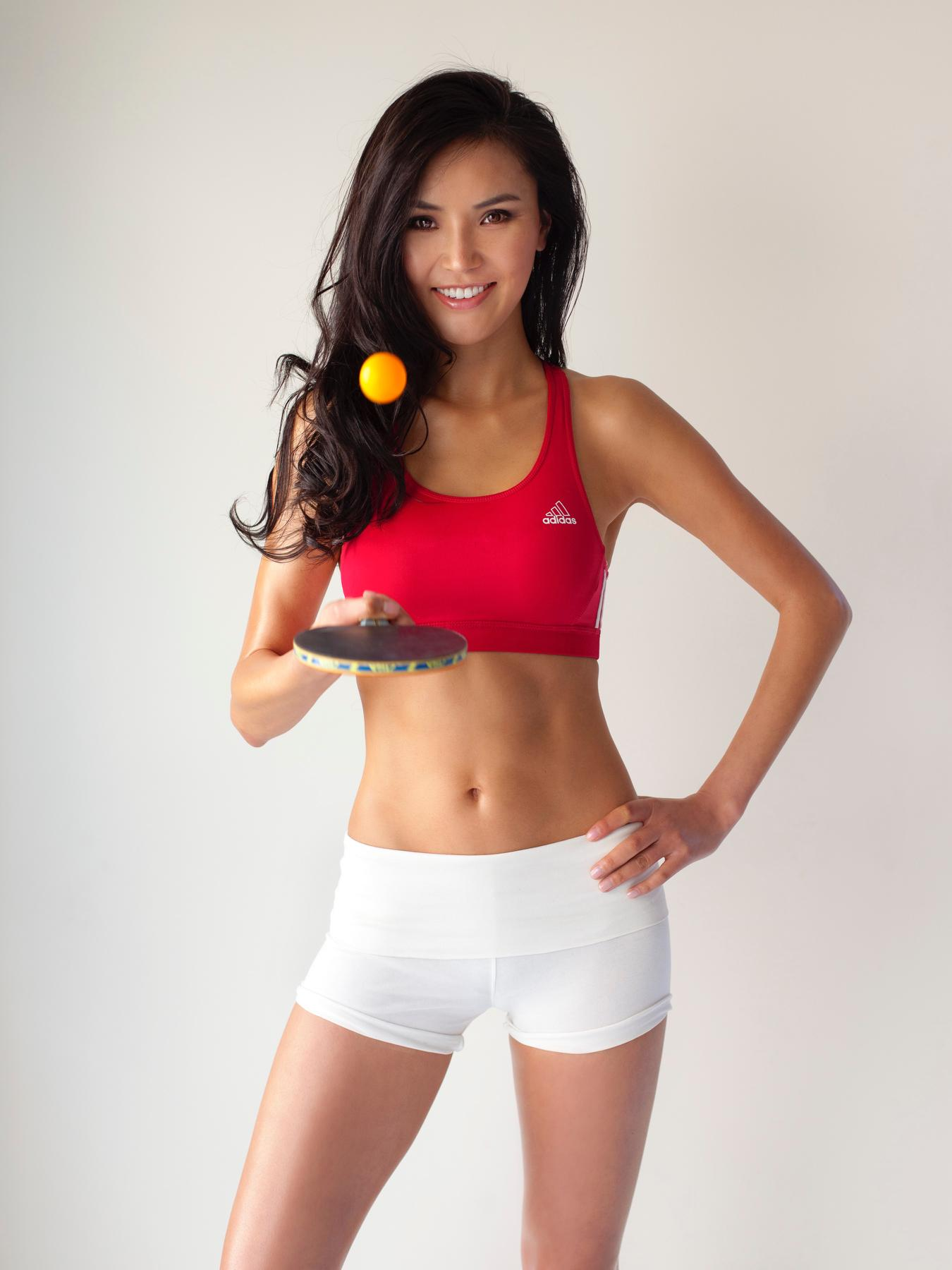
Soo Yeon Lee, 2012

Soo Yeon Lee (koreanisch: 이수연, Hanja: 李素妍; * 22. Mai 1984 in Busan) ist eine südkoreanische Tischtennisspielerin, Schauspielerin und Tischtennistrainerin, die auch als Model arbeitet. Sie begann schon früh mit dem Tischtennisspielen und wurde in Südkorea von der olympischen Goldmedaillengewinnerin Hyun Jung-hwa trainiert. Ab ihrem zwölften Lebensjahr gewann sie nacheinander sechs Mal die koreanische Juniorenmeisterschaft. Sie warb in Werbekampagnen für eine Reihe bekannter Marken und ist Markenbotschafterin einer Kette von Tischtennisrestaurants und -bars.

## Jugend und Tischtennis-Karriere

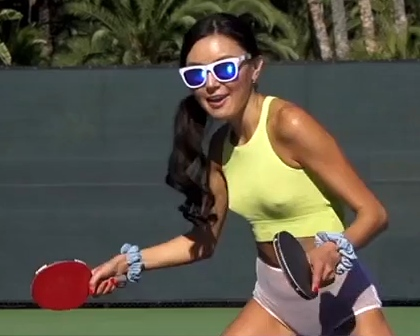
Soo Yeon Lee, 2014

Soo Yeon Lee wurde in Busan geboren, wo sie im Alter von neun Jahren mit dem Tischtennisspielen begann und sechs Monate später erstmals zu einem Wettkampf antrat. Sie gewann ihre erste nationale Juniorenmeisterschaft im Alter von zwölf Jahren. Bald darauf verließ sie Busan, um eine umfassende Ausbildung unter der Weltmeisterin Lee Ailesa im Korea National Training Center zu erhalten. Sie trainierte später unter der Aufsicht der Olympiasiegerin Hyun Jung-hwa und gewann fünf weitere koreanische nationale Juniorenmeisterschaften, gefolgt von drei Siegen in koreanischen nationalen Turnieren.
Sie immatrikulierte sich an der Korea National Sport University, wo sie von Ahn Jae-hyung trainiert wurde, und trat der Nationalmannschaft bei. Im Jahr 2001 gehörte Soo Yeon Lee der koreanischen Mannschaft an, welche die Silbermedaille bei der Universiade in Shanghai gewann. Während ihres Studiums an der Universität erwarb sie Abschlüsse in Sportpsychologie und Sport.
2004 zog sie nach Neuseeland, um Englisch zu lernen. Sie gewann die neuseeländische Frauen-Einzel-Meisterschaft und wurde zur neuseeländischen Sportlerin des Jahres gewählt. Nach fünf Monaten kehrte sie nach Südkorea zurück. Ihr nächster Schritt führte sie 2007 in die USA, wo ihre Schwester in Chicago studierte. Lee zog nach Los Angeles und immatrikulierte sich an der UCLA.
Sie gewann mehrere Turniere in den Vereinigten Staaten, darunter die US Open im Jahr 2007 und Killerspin Invitational im Jahr 2009.

## Modelling und Schauspiel
Lee wurde von Model-Agenten entdeckt, kurz nachdem sie 2007 nach Los Angeles gezogen war, begann aber erst 2009, professionell als Model zu arbeiten.
Seit 2009 verbindet sie ihre Tischtennisfähigkeiten mit ihrer Modelkarriere. Im Jahr 2009 besuchte sie die Eröffnung von Susan Sarandons erstem Tischtennisclub SPiN in New York.
Später erschien sie mit Sarandon in The Jay Leno Show und machte daraufhin Werbung für das Unternehmen, als es sich auf neue Standorte auszuweiten begann. Darüber hinaus warb sie für eine Reihe anderer Unternehmen.
Zusätzlich zu ihrer Arbeit als Model wirkte sie als Schauspielerin jeweils in einer Folge der Fernsehserien Entourage, Keeping Up with the Kardashians und Cross Wars sowie anderen Filmen mit.

## Coaching
Lee ist zertifizierte US-Tischtennis-Trainerin.
Außer Wettkampfspielern hat sie eine Reihe von Prominenten trainiert, darunter Oliver Stone, Jamie Foxx, Susan Sarandon, Reggie Miller sowie John Stamos und Kevin Dillon für die TV-Serie Entourage. Sie arbeitete außerdem mit dem Staat Georgien und dessen nationaler Schulsport-Liga daran, das Engagement von georgischen Mädchen im Tischtennis zu fördern.